# Robert Morris (allenatore di pallacanestro)
Robert Bruce Morris (Taylor, 3 novembre 1902 – Norristown, novembre 1986) è stato un allenatore di pallacanestro statunitense, professionista nella BAA.